# Novokastornoje
Novokastornoje (rusky Новокасторное) je sídlo městského typu v kastorenském okrese v Kurské oblasti v evropské části Ruska. Žije zde 1 594 obyvatel (2021).

## Geografie
Novokastornoje leží v severovýchodní části Kurské oblasti, přibližně 100 km severovýchodně od oblastního města Kursk.
Podnebí v Novokastorném je kontinentální s chladnými zimami a teplými léty. Průměrná roční teplota se pohybuje okolo 5–6 °C. Zimy jsou zde poměrně tuhé, s teplotami často klesajícími pod bod mrazu, zatímco léta bývají teplá až horká.

## Dějiny
V roce 1936 vznikla železniční stanice Kastornaja-Novaja na Jihovýchodní železnici na trati Jelec - Valujki. Stanice se přeměnila v důležitý železniční uzel obsluhující rovněž linku Voroněž - Kursk - Kyjev. V okolí nádraží postupně vznikla osada, která byla v roce 1989 povýšena na sídlo městského typu.